# Kostel svatého Martina (Markvartice)
Kostel svatého Martina v Markvarticích je barokní sakrální stavbou stojící na návrší na pomezí severní části Markvartic a Veselého. Je chráněn jako kulturní památka České republiky.

## Historie

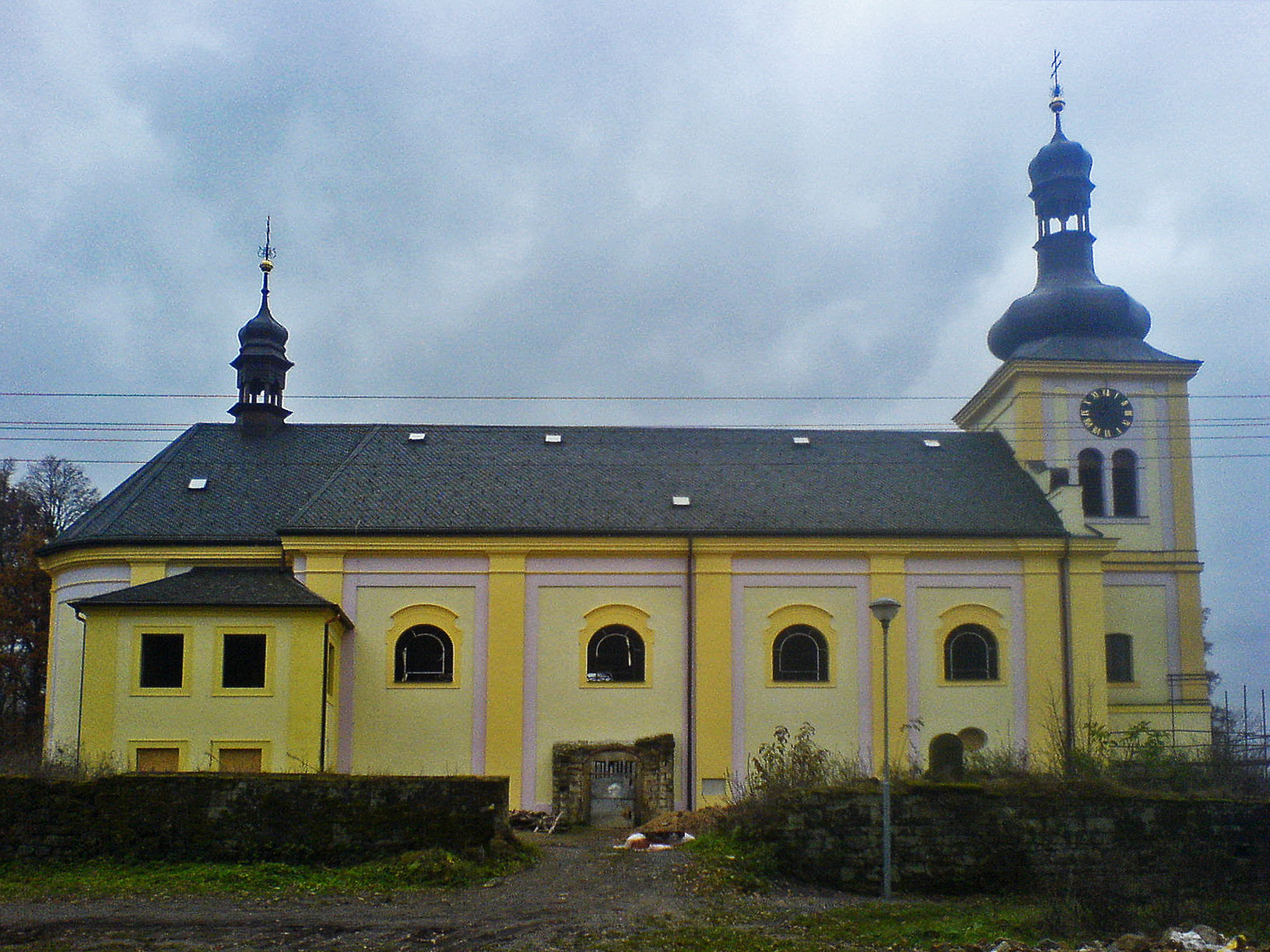
Boční pohled na kostel sv. Martina s oratoří a sakristií

Již ve 14. století je poprvé připomínám v Markvarticích kostel, avšak jakou měl velikost a původní vzhled není známé. Dnešní barokní kostel byl vystavěn v letech 1701-1703 podle návrhu P. Versy a v roce 1704 byl vysvěcen největším donátorem stavby, salcburským arcibiskupem Janem Ernstem Thun-Hohensteinem. Kostel bohoslužebným účelům sloužil až do roku 1966. Kostel měl bohaté vnitřní zařízení, které bylo po roce 1960 odvezeno do okolí Nitry bez udání přesnější lokace. Zbytek zařízení byl zničen. V následujících letech došlo k úplné devastaci objektu. Chátrání kostela pokračovalo zřícením střechy a stropu lodi, následovala kruchta, která obepínala loď ze tří stran. Místní představitelé komunistického režimu se několikrát pokusili o demolici kostela, naposledy měl být kostel zbourán v roce 1989. V realizaci vydaného demoličního výměru zabránila sametová revoluce. Stavba zůstala bez střechy, pouze s obvodovými zdmi. K její opravě bylo přikročeno až v roce 2003. Postupně byly zpevňovány zdi a bylo obnoveno zastřešení. Věž byla zastřešena v roce 2006 a poté i vlastní kostel. Opravy stály téměř 21 milionů korun. O finanční náklady se podělily Ministerstvo kultury České republiky, obec Markvartice, dále moravské a české farnosti, Česko-německý fond budoucnosti a německá biskupství a arcibiskupství. K znovuvybudování kostela přispěli četní dobrovolníci. V roce 2017 byla rekonstrukce kostela dokončena a 23. září 2017 byl znovu slavnostně vysvěcen salcburským emeritním arcibiskupem Mons. Aloisem Kothgasserem. Mše se zúčastnil litoměřický biskup Jan Baxant, generální vikář litoměřické diecéze Martin Davídek a další čeští a němečtí kněží.

### Program záchrany architektonického dědictví
V rámci Programu záchrany architektonického dědictví bylo v letech 1995-2014 na opravu památky čerpáno 5 275 000 Kč.
| rok    | 2006  | 2007 | 2008 | 2009 | 2010 | 2011 | 2012 | 2003 | 2014 |
| ------ | ----- | ---- | ---- | ---- | ---- | ---- | ---- | ---- | ---- |
| částka | 1 000 | 800  | 500  | 500  | 425  | 630  | 420  | 400  | 600  |

## Architektura

### Exteriér
Kostel je jednolodní obdélný s užším obdélným presbytářem se zaoblenými východními nárožími a s patrovým přístavkem sakristie a oratoře po severní straně. Na severní straně lodi je předsíň a před západním průčelím se nachází hranolová věž. Věž, která tvoří střední část západní fasády má nárožní pilastry, lizénové rámci a cibulovou báň. Okna má segmentově a polokruhově zakončená. Na západní fasádě po obou stranách věže se nachází dvojice pilastrů a nika. V severní nice je barokní socha anděla strážce. Nad římsou po obou stranách věže jsou volutovité křídlové zdi s jehlanci. Boční fasády mají lizénové rámce, pilastry a převýšená polokruhová okna. Ve východní stěně presbytáře je obdélné okno, na patrovém přístavu lizénové rámce a čtvercová okna. Předsíň kostela je obdélná se zkosenými rohy, lizénovými rámci, obdélným portálem zakončeným stlačeným obloukem a s mansardovou střechou. Uvnitř jsou na zkosených nárožích pilastry a v klenbě má českou placku.

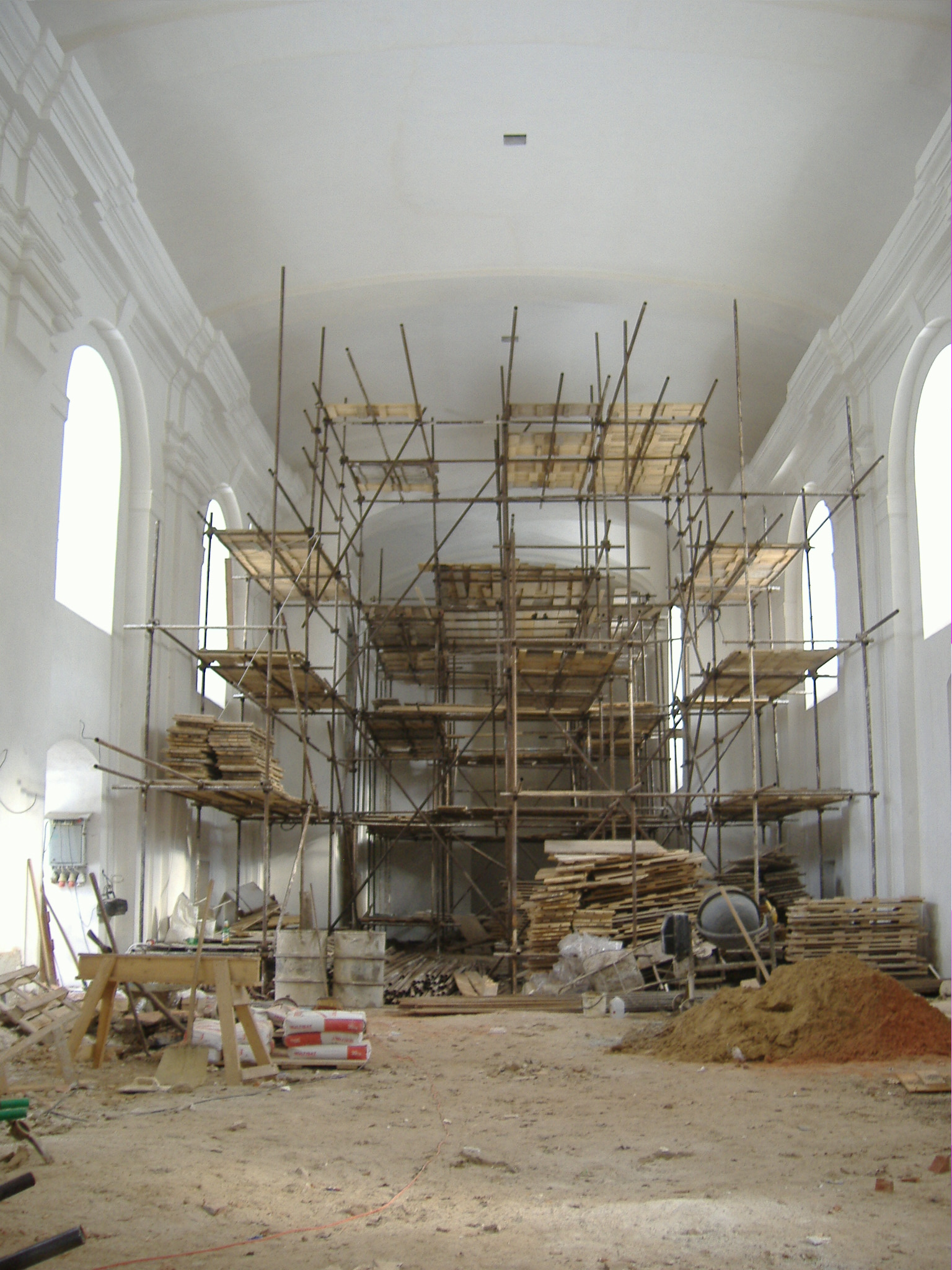
Rekonstrukce interiéru lodi kostela

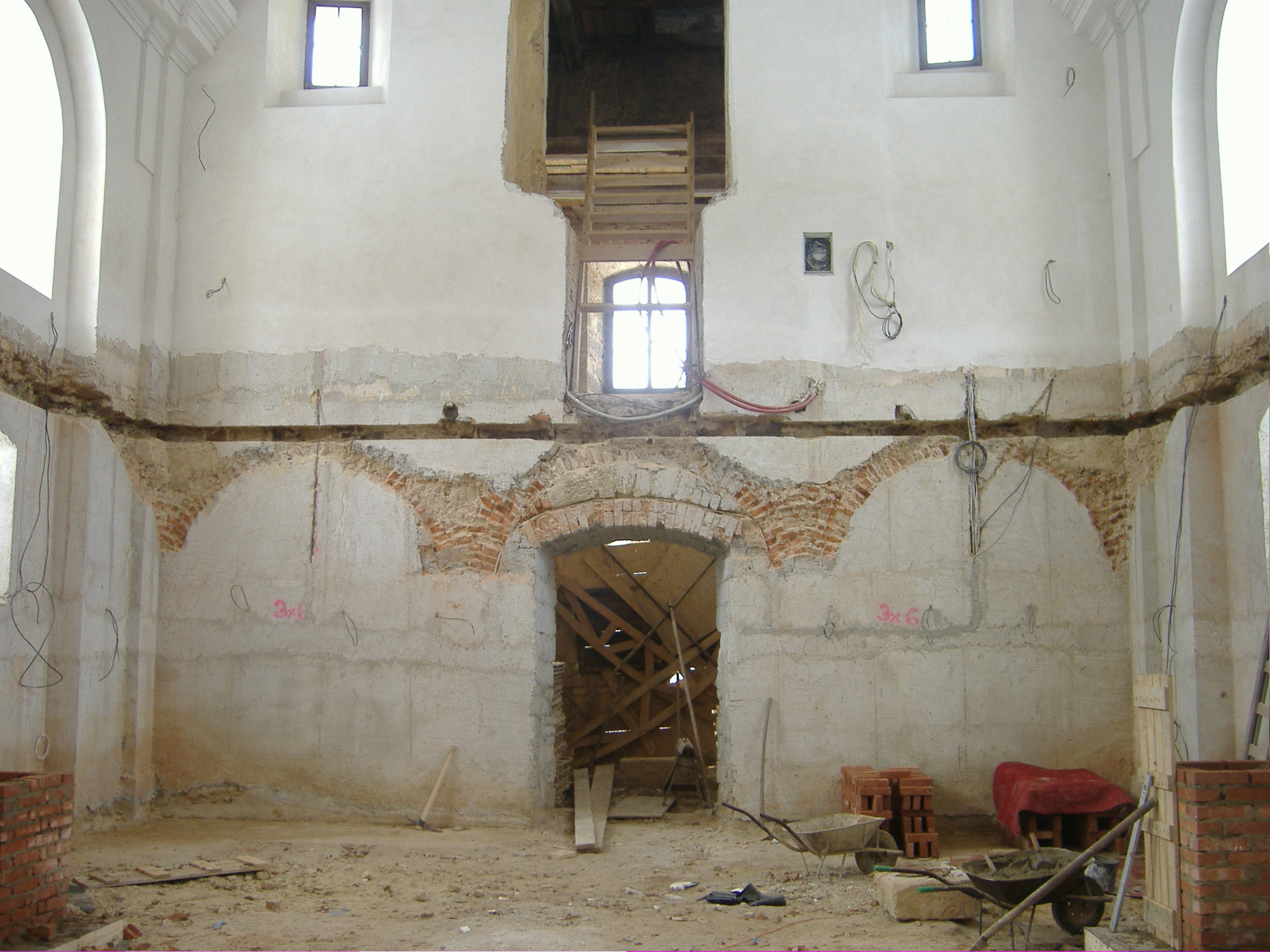
Pohled na bývalou kruchtu) (rok 2005)

### Interiér
Presbytář má valenou klenbu s lunetami. Závěr kostela má v klenbě zaoblené kouty konchou. Na stěnách před závěrem po obou stranách je pilastr na podložce. Po jižní straně je pravoúhlý výklenek a nad ním okno. Po severní straně je obdélný portál a nad ním rovněž obdélné okno z oratoře, která má plochý strop. Dlouhá loď do své devastace byla kryta rákosou stlačenou valenou klenbou, na níž byly štukem vyznačeny trojúhelníky místo lunet. Na klenbě se ve štukových rámcích nacházely fresky z 19. století, které zobrazovaly Nanebevzetí Panny Marie, Obětování v chrámu, Mariinu cestu do chrámu (Nalezení v chrámě) a anděla s nápisem Gloria. Pět pásů se sbíhalo na pilastry s podložkou. Kolem nich se oblamovala římsa, která byla vysunutá pod klenbou. Na stěnách mezi pilastry byly slepé arkády tvořící mělké výklenky, které spočívaly na pilířích, v nichž se nacházejí převýšená polokruhová okna. Původní před devastací tříramenná zděná krucha spočívala na dvou pilířích a dvou přízedních polopilířích. Byla podklenuta v západní části třemi poli valené klenby se stýkajícími se lunetami. Ramena byla vyložena na polovině valené klenby s lunetami. Dřevěné poprsnice kruchty byly s vyřezávanými pilastříky. Mezi nimi se nacházelo 24 barokních obrazů apoštolů a světců z 1. poloviny 18. století. Nad západním ramenem se nacházela ještě druhá kruchta. Ta byla dřevěná na vyřezávaných pilířích. Na poprsnici měla podvojné sloupky a pět obrazů světců. Sakristie má valenou klenbu s třemi lunetami a po západní straně, která má zaoblené rohy, je nepravidelná koncha s lunetou. Oratoř nad ní má plochý strop.

## Vybavení
K zařízení kostela patřila do začátku 70. let 20. století řada předmětů. Hlavní oltář byl barokní a portálový. Pocházel z počátku 18. století a byl na něm z téhož období i obraz sv. Martina, obraz Panny Marie z 19. století v nástavci a čtyři sochy apoštolů. Dva boční trojdílné oltáře pocházely z počátku 18. století. Měly rokokové menzy a doplňky rovněž z poloviny 18. století. Na evangelijním oltáři byl obraz Příbuzenstva Kristova, socha sv. Jana Nepomuckého, obraz Boha Otce v nástavci a rokokový obraz Madony v rokajovém rámu na menze. Na epištolním oltáři byl obraz znázorňující biblickou scénu Anděla, který varuje sv. Josefa před Herodem, skříňka s rokokovou soškou Madony, v nástavci obraz Ježíška a na menze rokokový obraz Krista v rámu pocházejícím ze stejného období. Oltáře Panny Marie, Nejsvětějšího Srdce Páně, kostelní lavice a křížová cesta byly pseudogotické. Barokní sochy sv. Jana Nepomuckého, sv. Josefa, Bičovaného Krista, Nejsvětější Trojice, sv. Máří Magdalény a sv. Antonína Paduánského byly umístěny na konzolách. Byla zde i oboustranná socha Madony ze 2. čtvrtiny 18. století. Jednalo se rokokovou dřevěnou kartuš s reliéfem Pokání po zpovědi. Varhany pocházely ze 2. čtvrtiny 18. století a byly se sochami andělíků z roku 1579. Na nepřístupné kruchtě se údajně nacházel gotický krucifix. Z původního vybavení se v okolí Markvartic zachovala jedině kamenná křtitelnice z roku 1579, která byla umístěna do kostela Narození Panny Marie v Benešově nad Ploučnicí.

## Okolí kostela

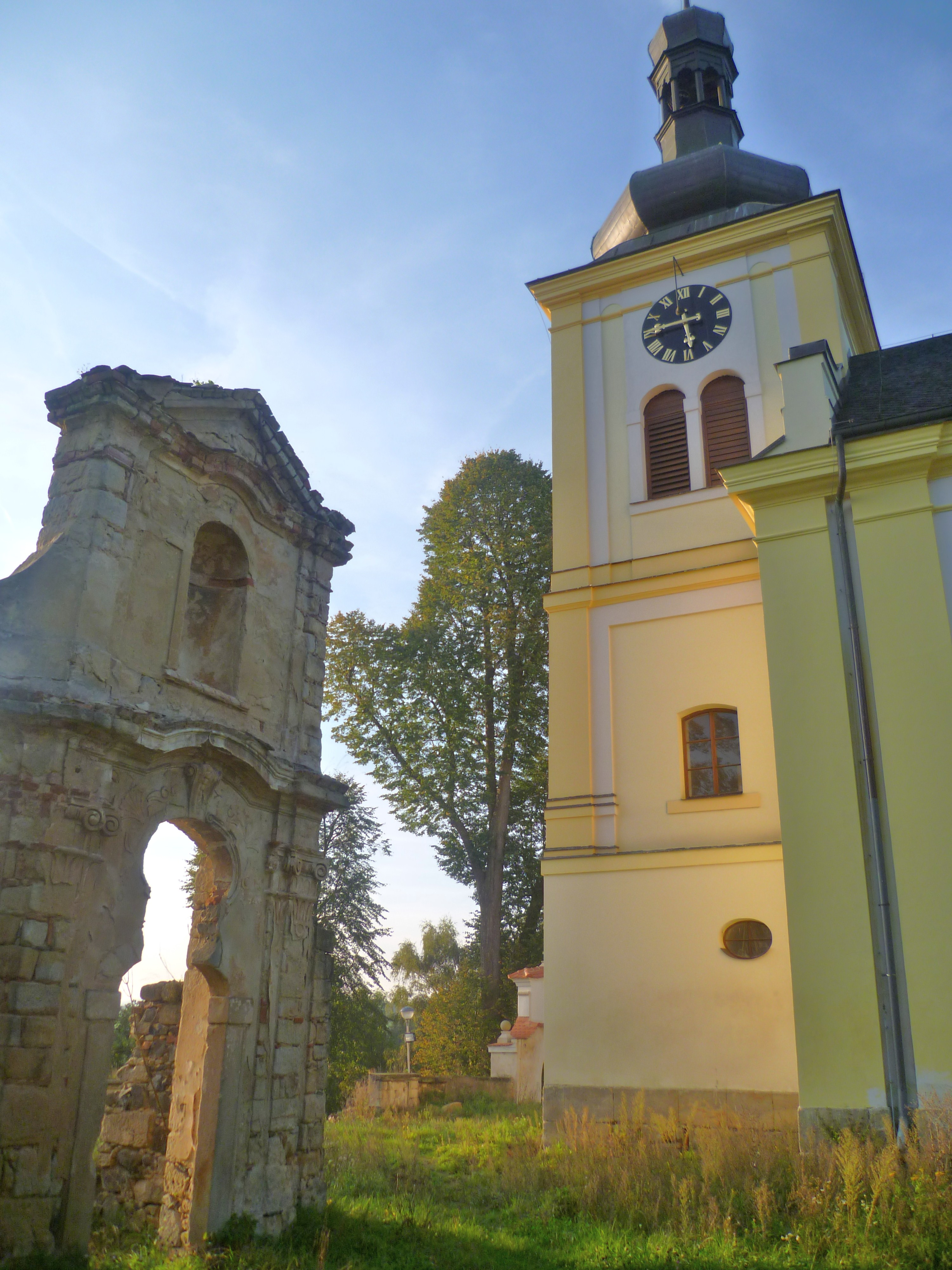
Pohled na kostel s kaplí sv. Kříže

Okolo kostela se nachází hřbitov. Jižně od kostela v areálu hřbitova stojí troska barokní kaple svatého Kříže z 2. poloviny 18. století, z níž se zachovala jen východní průčelní stěna. Po dokončení rekonstrukce kostela je v plánu soustředit pozornost na opravu této kaple. Kolem hřbitova je zeď, ve které se nacházejí výklenkové kapličky zastavení křížové cesty pocházející z 1. poloviny 18. století. Na hřbitov vede brána s polokruhově zakončeným vjezdem a pilastry. Brána má štít s nikou ukončenou římsou, která je proložená polokruhem. Po stranách se nacházejí křídlové zdi. Na bráně jsou sochy sv. Jana Evangelisty a sv. Jana Křtitele. V Markvarticích se nachází sloup se sochou Immaculaty a barokní socha Panny Marie.